# 基艾亚圣乌苏拉堂
基艾亚圣乌苏拉堂（Chiesa di Sant'Orsola a Chiaia）是一座罗马天主教教堂，位于意大利坎帕尼亚大区那不勒斯基艾亚（Chiaia）区圣乌苏拉广场（Largo Sant'Orsola）。

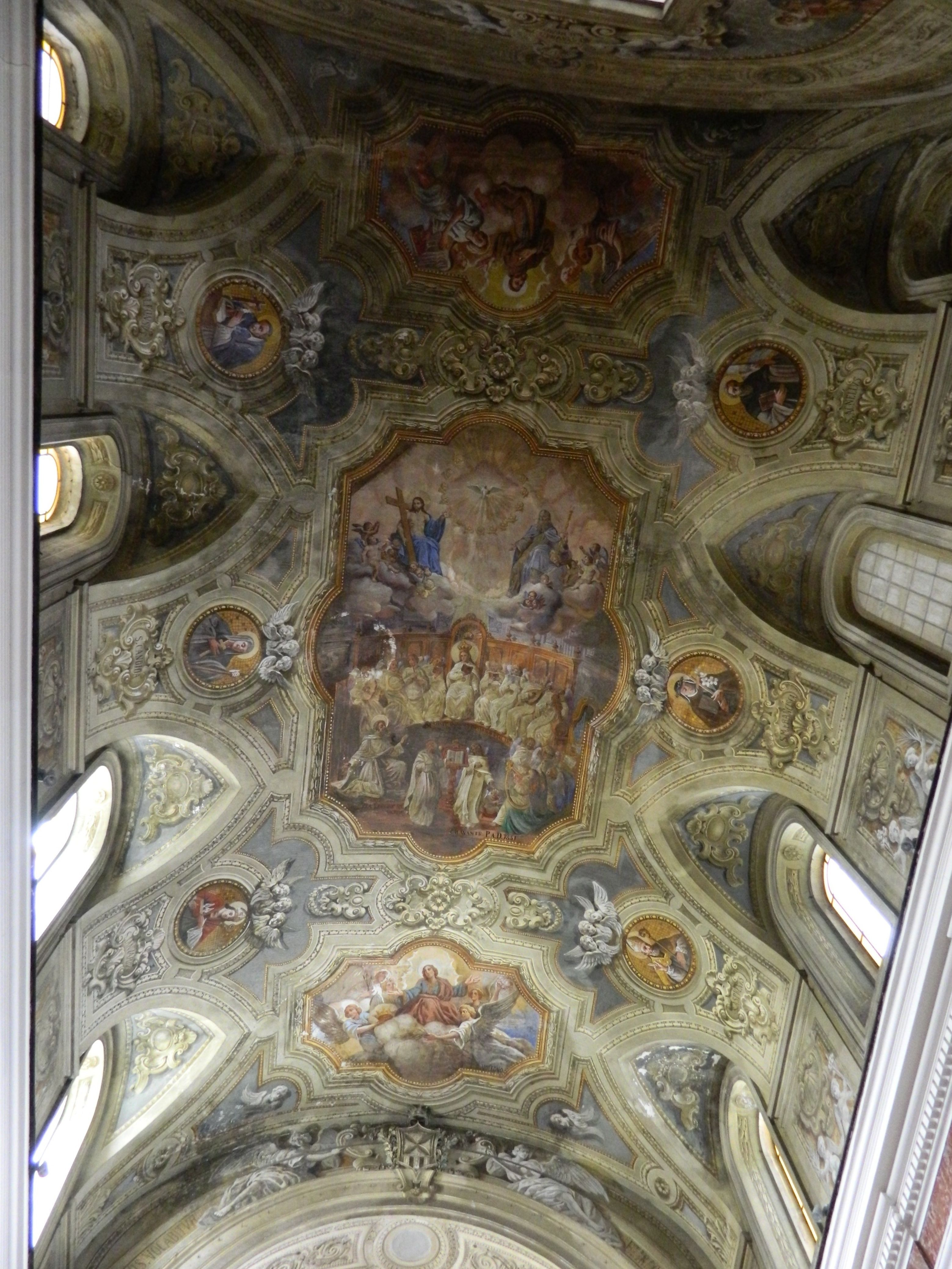
天花板

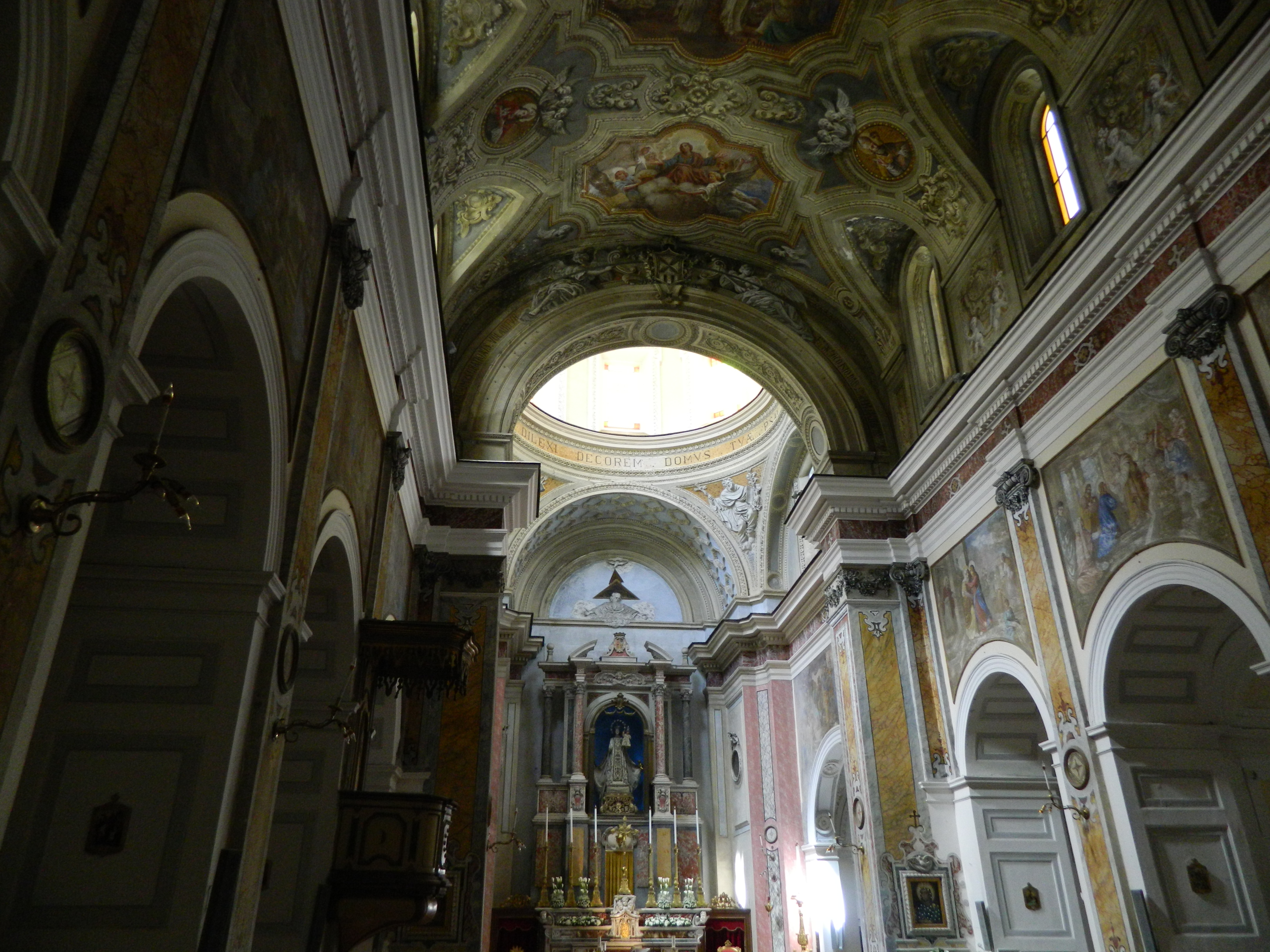
内部

最初，在16世纪，这里是一个小堂，由西班牙人阿尼巴莱·德·特罗亚尼-莫尔泰拉捐赠，供奉圣乌苏拉。1569年，它被捐赠给仁慈圣母会的神父，他们在1576年将小堂拆除，修建新修道院，重建了教堂。1875年，修士墓地被拆，改建桑纳扎罗剧院（Teatro Sannazaro）。仁慈圣母会神父在这个修道院直到1923年。
在19世纪，在中殿的拱门和天花板上增加了G.格拉万特的湿壁画，描绘圣母的故事（1851年）和救赎俘虏（1852年）。在耳堂有两幅16世纪艺术家的油画。